# 智能快遞櫃

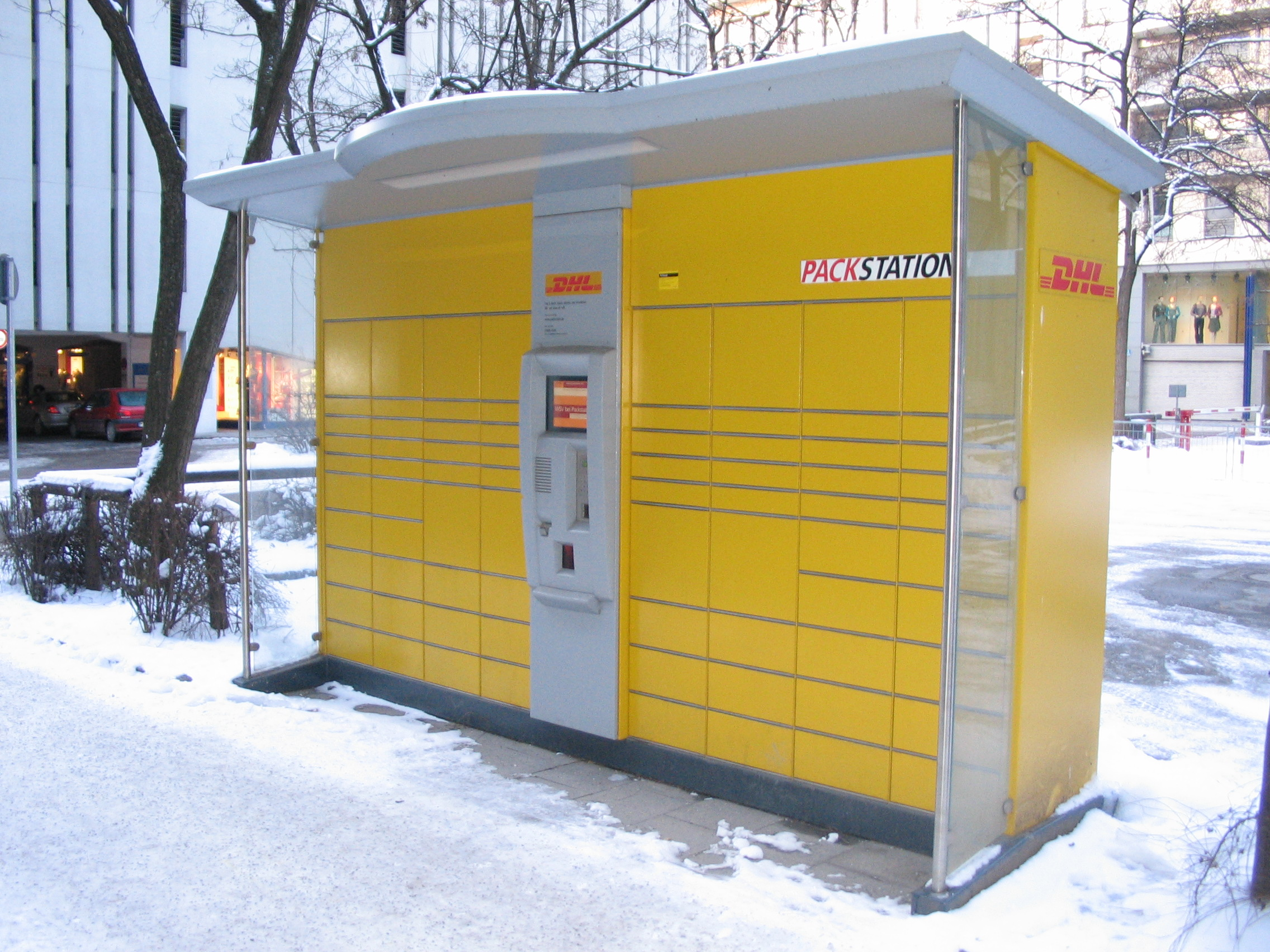
DHL設在德國慕尼克的一組戶外自助快遞櫃（Packstation），DHL的自助寄件及取件服務站最早設於2001年，這項自助服務後來在全球得到普及採用。

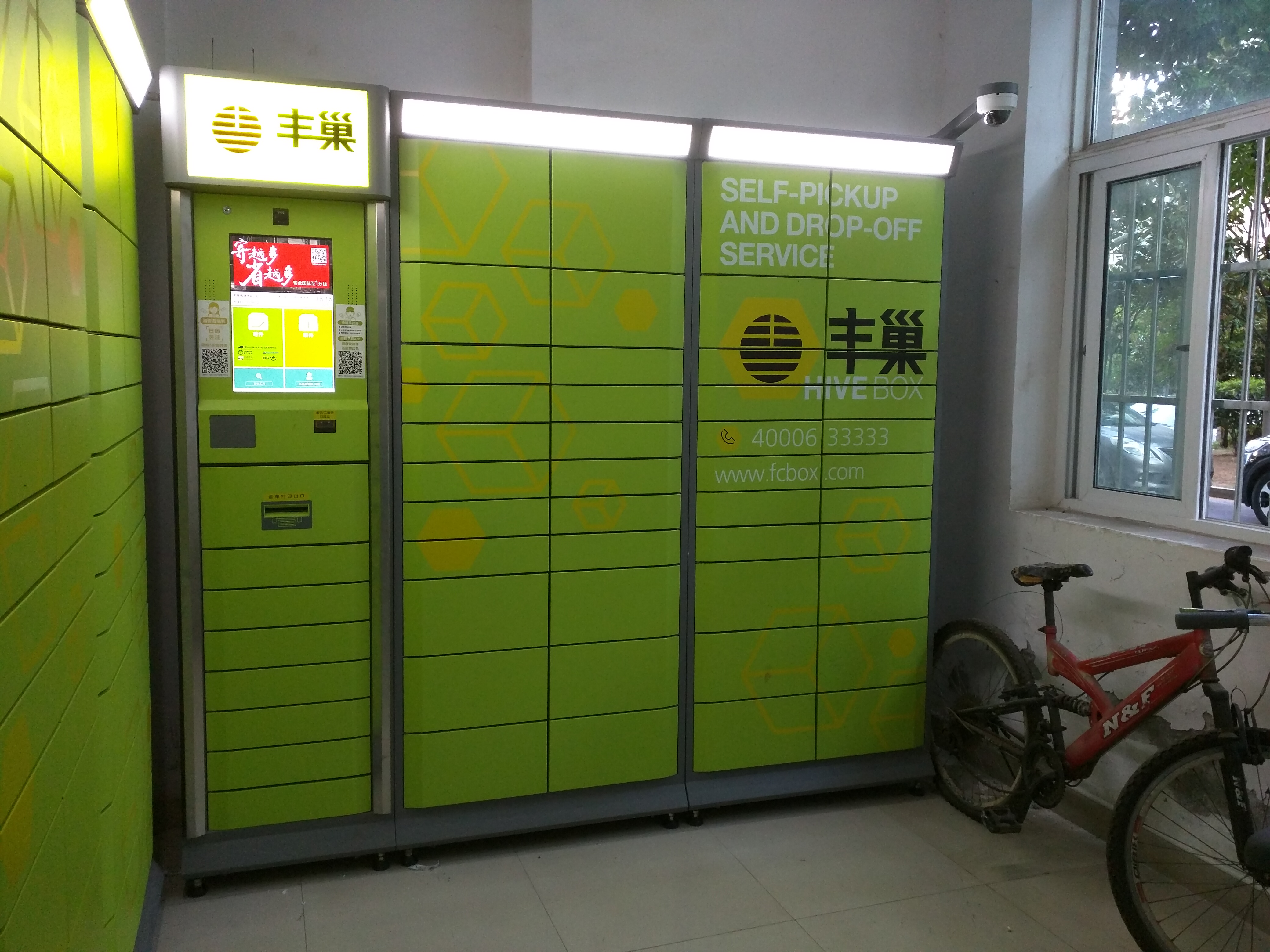
设置于中国一小区单元楼内的丰巢快递柜

智能快遞櫃（又稱智能速遞櫃、自助取件櫃）是可供用户自助领取及投寄快递的智能儲物裝置。它是郵政與快遞業配送過程的一個配套設施，往往廣泛設置在小區入口或者城市中方便市民抵達的位置。智能快递柜外觀與電子行李儲物櫃相似，包含多個可以獨立以電路控制上鎖解鎖的儲物格。它也配有輕觸式螢幕作為，並與互聯網連接來進行身份驗證、电子支付等功能，部份也配有非接觸式智能卡的讀卡器。快遞員可以將派送的快件放置在智能快递柜內，收件人則可在智能快遞櫃認證其身份後，取出被保管的包裹。
中国大陆在2010年設置了第一個智能快递柜。自2013年開始，智能快递柜成為國內的新興產業，多個城市也相继出现快递柜，發展蓬勃。根据中国国家邮政局数据显示，2018年中国大陆有约20万个快递柜；而据《2018-2023年中国智能快递柜市场前景及投资机会研究报告》，2018年中国快递柜市场规模达到169亿元人民币。

## 背景
在網絡零售業界中，有著稱為「最後一公里」的難題，指商品從物流分揀中心送抵顧客手中的一段服務過程。這個過程不單單勞力密集，無法以自動化機器取代，也要面對顧客相關的各種問題，同時往往也容易出現投訴的環節，成為提升服務質素的瓶頸。在中國大陸而言，智能快遞櫃出現的初期，京東商城、苏宁易購等電子商務公司使用「自提櫃」作為加值服務，以提高顧客忠誠度。幾乎在同一時間，快遞業界亦發現他們面臨著快递數量不斷提高，快遞員工作量趨近飽和，同時城市勞動力供應卻不足夠的問題。他們引入智能快遞櫃作為減低配送的人力成本的一種嘗試，此出發點則與電商大為不同。快遞櫃投入使用後，解決了快递送達时间不确定、收件人不在家無法收件、安全性等「最後一公里」問題，得到消费者和快递员的正面評價後，創業者們開始發現到其巨大的市場潛力。以占领市场，获取其巨額利润為目標的眾多第三方智能快递柜企業前呼後應地誕生。隨著智能快递柜成為新興業種，也形成了「最後一百米」這個新用語。

## 历史

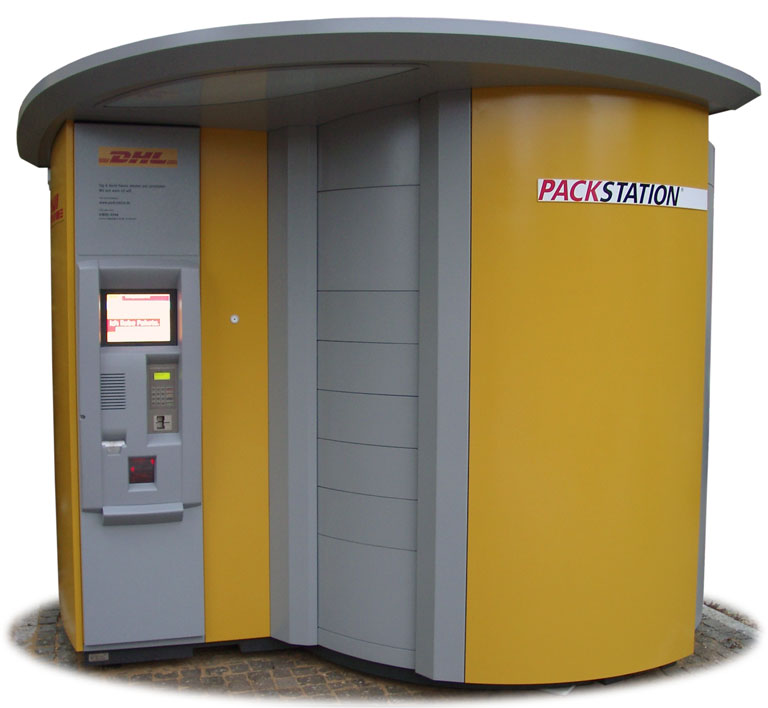
Packstation – 旋轉式儲物型號，商品收納在包裹匣中 (2004)

已知最早的智能快递柜出現於2001年，DHL快遞在瑞士設置了首台自助包裹機「Packstation」，它容許收件人不論日間還是晚上也能收取包裹或大型郵件。繼後在2006年，奥地利邮政(Austrian Post)推出了「Post.24-Station 」，是一套由德國製造商KEBA生產的自助包裹收件機，與Packstation的服務幾乎相同。2011年，網絡零售的巨頭公司亞馬遜也推出類似服務，在美國的7-Eleven便利店設置「Amazon Locker」。它旨在解決家中無人簽收包裹時，放在住宅門外的包裹往往有機會被偷走的情況。
在中華人民共和國，第一台智能快遞櫃由公共事業開始引入，中央企业中国邮政在2010年启用了「智能包裹投递终端」，智能快遞櫃開始進入中國大陸的公眾視野。
購物網站京東商城於2012年8月推出「自提柜」服務，在小區設置智能快遞櫃，成為業界的先驅者。成立於2012年9月的中郵速遞易推出「速遞易智能快遞櫃」，是國內首家第三方快遞櫃企業，服務面向整個快遞業開放，揭起了快遞櫃業界的創業熱潮。在2013年，快遞櫃在不同城市的小區、地鐵站、校園陸續出現，人們亦開始廣泛使用「智能快遞櫃」這個名稱。

## 業界發展

### 中國大陸
2012年9月，中国邮政、三泰控股集团、复星资本、菜鸟网络联合成立中邮速递易，同年京东宣布推广自提柜服务，但仅限京东购物網站的订单配送使用，一直至2017年9月才開放給市面的快递企業使用。至2013年，苏宁易购也开始投放快递柜。2015年6月，顺丰速运、中通快递、申通快递、韵达快递、普洛斯合资成立丰巢，2017年获得25亿元A轮融资。2016年10月，中集e栈、上海富友收件宝、江苏云柜组成创赢联盟。2019年，京东宣布正式启用智能快递柜，與2012年相比投入規模更大。不過快遞櫃業務興趣後，許多快遞員將貨物放到快遞櫃中，而不送到用戶家中。2022年1月7日，国家邮政局發佈《快递市场管理办法（修订草案）》，提到经营快递业务的企业未经用户同意，不得代为确认收到快件，不得擅自将快件投递到智能快递箱、快递服务站等快递末端服务设施。

### 香港

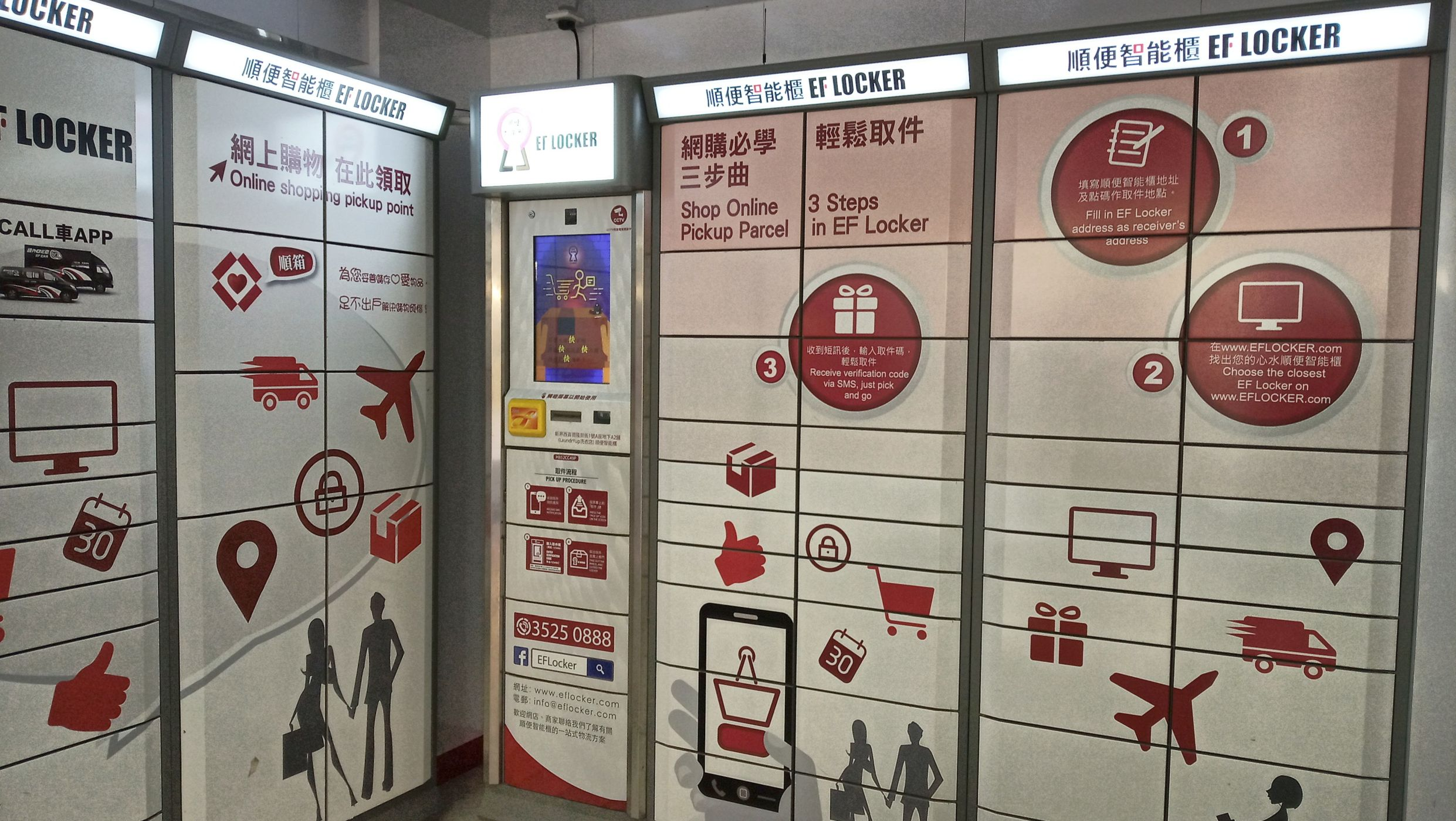
設置在香港的順便智能櫃。它包含一個八達通接收器，用於「貨到付款」時支付款項。

2016年年初，順豐速運旗下的順便智能櫃開始在香港拓展智能櫃市場，服務開放給予物流同業。
2016年5月，香港郵政推出「智郵站」自助投寄及取件服務，使用者需要先在「投寄易」網上平台登記，然後可使用「智郵站」自助領件櫃寄件及收件。
2017年，聯邦快遞亦進運香港市場，設置的智能櫃由電訊盈科營運。同年，有格生活（LockerLife）在香港開業，它採取了同時與物流企業及網絡銷售平台合作的經營模式。

### 臺灣
在台灣，中華郵政於2017年起開辦「i郵箱」服務，於全台郵局、車站、捷運站等地點設置，至2021年5月已設置2300多座。

## 使用
快件由快递员放置在智能快递柜後，收件人會收到通知，可以是通過電話通話、SMS短訊、特定的微信公眾號、或者特定的移动应用程序獲得，通知內容一般會包括快件存放地点和取件密碼。收件人到達指定的智能快递柜後，通過在屏幕輸入取件密碼、在指定应用程序扫描顯示在智能柜上的二维码或者通過人臉識別來認證其身份。如身份確認成功，存放快件的儲存格的門鎖會解開，收件人則能领取快件。
除此之外，用户也可使用快递柜进行扫码寄件，该功能于2018年6月由中邮速递易首次推出。除了基本的取件和寄件功能外，一些快递柜还提供存包、闲置物品转出和领取、手机回收、电商等功能。
对于快递员而言，通过快递柜存放快递需收取费用，费用则根据快递柜的大小而不同。若客户不能在规定时间内从快递柜中取出快递，则需要重新取出再进行投放，费用较比第一次投放贵。

## 运营商
目前中国大陆参与运营的快递柜公司有多家，主要包括以中邮速递易、丰巢为代表的快递物流系、以富友为代表的第三方服务平台，以及以菜鸟网络为代表的电商系。其中丰巢、中邮速递易拥有的快递柜数量较多，占据80%的市场份额。

## 评价

### 正面
有专业人士认为，快递柜的出现，主要是“快递员的辅助力量，优化取件模式，解决用户诉求，提升快递业务末端服务质量”，也满足了用户对配送时效及隐私安全的要求。

### 负面及争议
由于快递柜大量增加，一些快递员在投递时，大部分情况下采取了将快件投入快递柜的方式，但并未取得用户同意，因此遭人诟病。另外，由于部分收件人因出差等原因未能及时从快递柜取出快递，导致取件时被收取超时费或弹出赞赏打赏的页面。对此快递柜运营商丰巢表示，此举旨在鼓励用户尽快到柜机取件。
2019年10月1日，由国家邮政局制定的《智能快递柜寄递服务管理办法》正式施行，规定未经收件人同意，快递员不得将包裹放进智能快递柜。事实上，早在当年3月，菜鸟网络已经推出自主设置功能，用户可自行决定快递是否入柜。而该规定实施后，此种情况至今依旧存在。
2020年4月底，丰巢科技宣布自4月30日起将对滞留快件的用户在超时12小时后，每12小时收费0.5元，3元封顶（每名用户可享受两次超时免收费服务），法定节假日不计费，同时推出会员服务。而民众对此事的意见不一，认为此次收费未经征询意见宣布启动收费，表示不满；同时12小时的免费保管时间对部分用户而言相对较短。绝大多数市民认为此操作并不合理，仅有少数人士认为收费相对合理。由于超时收费有损小区业主利益，杭州东新园小区业主委员会决定暂停使用丰巢快递柜，直至达成共识。另外其他小区也出现了因推出超时收费措施决定停用的情况。但实际上，丰巢推出超时收费服务的主要原因是快递柜行业持续亏损。5月9日下午，丰巢科技发布《东新园业委会事件声明》，指出丰巢依照协议支付场地费，为东新园小区业主提供服务，但协议不包含对于丰巢营业模式和价格的约束，业主个体是否使用，是否愿意成为会员，公司已在官方渠道提供自由选择，业委会应当尊重业主个人选择。声明同时指出关停快递柜是严重的违约行为，并保留追索东新园业委会毁约的责任权利，同时将依据合约追索相关经济和商誉损失。同日，浙江省邮政管理局印发《关于进一步强调末端投递要求的紧急通知》，表示对消费者反映的未经同意放置智能快件箱、二次收费等涉嫌违法问题及时予以依法处理。同日晚间，丰巢官方回应称，“快递免费保管12小时”是基于派件高峰时段推算的，如果过了这个时候没有取，会影响第二天的正常投递。5月15日，国家邮政局约谈丰巢科技公司主要负责人，要求丰巢公司采取措施，回应用户合理诉求。当晚，丰巢科技就此事公开道歉并调整收费方案，包括：协助快递员征得用户同意后投件如柜；调整用户免费保管时长至18小时；已付费用户赠送一个月的会员权益。以上调整措施将在5月20日全国生效。

## 另見
- 郵政信箱